# 897 (číslo)
Osm set devadesát sedm je přirozené číslo. Římskými číslicemi se zapisuje DCCCXCVII a řeckými číslicemi ωϟζ'. Následuje po čísle osm set devadesát šest a předchází číslu osm set devadesát osm.

## Matematika
897 je:
- Deficientní číslo
- Složené číslo
- Nešťastné číslo

## Astronomie
- (897) Lysistrata je planetka hlavního pásu, kterou v roce 1918 objevil Max Wolf
- NGC 897 je galaxie v souhvězdí Pece

## Roky
- 897
- 897 př. n. l.